# 5565 Ukyounodaibu
5565 Ukyounodaibu (1991 VN2) là một tiểu hành tinh vành đai chính được phát hiện ngày 10 tháng 11 năm 1991 bởi Natori và Urata ở Yakiimo.